# Hozan Dîno
Dîno of Hozan Dîno, of met zijn echte naam Yusuf Şahin (Höçvan, Hasköy, Ardahan, 1969), Koerdische zanger en songwriter die sinds 1998 in Nederland woont.
Hij vervolgde zijn eerste studies in Turkije tot literatuurdocent. Helaas moest hij in zijn laatste jaar stoppen met deze opleiding vanwege politieke redenen. Onder toenemende politieke druk vluchtte hij in 1998 naar Nederland, waar hij zijn muziekcarrière voortzette. In 2014 keerde hij, tijdens het vredesproces rond het Koerdisch-Turkse conflict, tijdelijk terug naar Turkije. Door het vastlopen van dit proces vestigde hij zich opnieuw in Nederland, waar hij sindsdien woont.

## Biografie
Vroeger sloten we de ramen terwijl we naar Koerdische muziek luisterden, omdat er ieder moment iets kon gebeuren.

Dîno's interview met Haber Türk in 2014
Eerste jaren
Yusuf Şahin, Hij werd in 1969 geboren als kind van een gezin van Koerdische afkomst in het Koerdische dorp Xewiskar in het Merkez district van de provincie Ardahan in de regio Oost-Anatolië in Turkije. Hij bracht zijn jeugd door in Ardahan.
Hij vervolgde zijn middelbare schoolopleiding aan het Gümüşhane Teachers College en verhuisde daarna naar Istanbul. Om persoonlijke redenen moest Dîno in zijn laatste jaar zijn opleiding stopzetten.

In 1998 werd hij gearresteerd op beschuldiging van 'steun aan Koerdische propaganda'. Toen hij besefte dat hij zijn carrière hier niet kon beginnen, vluchtte hij uit Turkije en begon in hetzelfde jaar zijn leven in ballingschap in Nederland.
Eerste muziekwerken
Nadat hij naar Nederland kwam, maakte hij eerst een gewenningsperiode door. Later tekende hij bij een Koerdisch muziekbedrijf en bracht in 1999 zijn eerste album uit genaamd 'Lê Dayê'. Zijn eerste album werd zeer goed ontvangen door de Koerdische gemeenschap. In 2004 bracht hij een album uit genaamd 'Çû'. Na dit album was 'Dîno' een welbekend begrip in de Koerdische gemeenschap. Zijn ster status kreeg hij met het album 'Namûs ?', die hij in 2007 uitbracht. Het nummer 'Oy Yare' werd een internationale hit en is tot op het heden nog altijd te vinden in de top 20 van onder andere Erbil, Irak. 
Het album 'Dîsa Çû' bracht ook veel hits met zich mee, zoals 'Be Te Nabe', 'Hive', 'Nece Dur', 'Sev' en 'Behna Azadiye Te'. Na het album 'Dîsa Çû' uit 2010 bracht hij een tijdje geen album meer uit.
In 2020 bracht hij zijn album 'Roj' naar zijn fans. Dit album werd zeer goed ontvangen, weer met veelvoudige hits zoals: 'Emir Kuda Cu', 'Roj', 'Gulek Bide Min', 'De Were' en 'Can'.
Zijn terugkeer naar Turkije en zijn terugkeer naar Nederland
In 2013 introduceerde de samenwerking van de AKP (Adalet ve Kalkınma Partisi) in Turkije een proces genaamd het 'Oplossingsproces' om een einde te maken aan het Turks-Koerdisch-conflict. 
Tijdens deze periode keerden meerdere Koerdische kunstenaars terug naar Turkije. Dîno was ook bij deze terugkeer betrokken.
Voor zijn terugkeer legde Dîno in een interview op de Turkse televisiezender Habertürk uit:

Ik was vijftien jaar in ballingschap en toen ik aankwam, zag ik dat veel familieleden ouder waren geworden.  Toen ik kwam noemden ze mij oom en oom, ik kende ze niet, maar ik herkende ze later wel.  Iedereen kent gemiddeld twintig woorden Engels, maar geen twintig woorden Koerdisch.

## De kunst van muziek
Dino heeft tot heden vijf albums uitgebracht. Het meest interessante kenmerk van zijn albums is dat de teksten en muziek volledig eigendom van Hozan Dino zijn. 
Hozan Dino introduceert zijn kunst als volgt:

Ik probeer de artiest te zijn van de mensen wiens liefde en vrijheden zijn gestolen, wiens hoop is afgenomen, wiens geluk niet is hersteld en die, als een les voor de mensheid, nog steeds te voet is.

Dino is vooral beroemd om zijn lied '"Oy Yare".

## Discografie

### Studio-albums
- Lê Dayê (2002)
- Çû (2004)
- Namûs ? (2007)
- Dîsa Çû (2010)
- Roj (2020)

### Hits
Lê Dayê
Çû
Ez Zarokek Bê Navim
Gula Dilêmin
Gulê Delalê
Qerîna Amedê
Dereng Neyê
Oy Yarê
Zû Were